# Sărățica Nouă, Leova
Sărățica Nouă este satul de reședință al comunei cu același nume  din raionul Leova, Republica Moldova.

## Demografie

### Structura etnică
Structura etnică a satului Sărățica Nouă conform recensământului populației din 2004:
| Grup etnic                                               | Populație | % Procentaj  |
| -------------------------------------------------------- | --------- | ------------ |
| Băștinași declarați Moldoveni Băștinași declarați Români | 744 3     | 97,89% 0,39% |
| Găgăuzi                                                  | 6         | 0,79%        |
| Bulgari                                                  | 5         | 0,66%        |
| Ucraineni                                                | 2         | 0,26%        |
| Total                                                    | 760       |              |